# Lonchoeidestenhelia
Lonchoeidestenhelia is een geslacht van eenoogkreeftjes. De wetenschappelijke naam van het geslacht werd voor het eerst geldig gepubliceerd in 2020 door Gomez.

## Soorten
- Lonchoeidestenhelia prote Gómez, 2020